# アスパラギンシンテターゼ
アスパラギンシンテターゼ (asparagine synthetase、アスパラギン合成酵素; EC 6.3.1.1) はL-アスパラギン酸とアンモニアからL-アスパラギンを生合成する酵素。アスパラギン酸‐アンモニアリガーゼ (aspartate-ammonia ligase) とも呼ばれる。
アデノシン三リン酸を1分子消費し、アデノシン一リン酸とピロリン酸を生成する反応を可逆的に触媒する。
ATP + L-aspartate + NH3 = AMP + diphosphate + L-asparagine
この酵素は古細菌、真正細菌、真核生物に広く存在している。ヒトの培養細胞を用いた研究ではアミノ酸が欠乏すると転写量が上がることが知られている。